# 宮川朋之
宮川 朋之（みやがわ ともゆき、1967年4月20日 - ）は日本映画放送株式会社の編成制作局 局長（映画プロデューサー、テレビドラマプロデューサー）を経て、同社の代表取締役社長を務める。東京都出身。

## 来歴
日本大学芸術学部卒業。東北新社を経てJスカイBに転職。BS・CS放送局である日本映画専門チャンネル、時代劇専門チャンネルの開局時（1998年）から編成、企画を担当。
2008年〜2010年にかけてフジテレビジョンの映画事業局映画制作部に出向。2010年、プロデューサーとして映画『LIAR GAME The Final Stage』などを手がける。
2010年に日本映画専門チャンネルのBS放送開始とともに両チャンネルの編成に復帰。編成だけでなく、杉田成道監督作品（「最後の忠臣蔵」「ジョバンニの島」「果し合い」「小さな橋で」「帰郷」）、岩井俊二監督作品（「リップヴァンウィンクルの花嫁」「8日で死んだ怪獣の12日の物語）をはじめ多くの劇場映画、テレビ時代劇の企画・プロデュースを手掛ける。
主な劇場映画として2010年「最後の忠臣蔵」、「LIAR GAME The Final Stage」、23年「仕掛人・藤枝梅安㊀㊁」。24年以降、「橋ものがたり～約束」、「告白 コンフェッション」を製作。さらに「鬼平犯科帳」シリーズ、「おいハンサム‼」の続編となる連続シリーズ＆劇場版のエグゼクティブ・プロデューサーを担当。最近は「日本映画専門チャンネルpresents　伊丹十三4K映画祭」やアクション時代劇「SHOGUN'S NINJA」をプロデュースほか、松本幸四郎の鬼平犯科帳ラジオ（KBS京都ラジオ）に出演。
プロデューサーとしては「仕掛人・藤枝梅安２」で第４２回藤本賞新人賞を受賞している。
2025年６月、日本映画放送株式会社の代表取締役社長に就任。

## 作品
●●●映画●●●             
・映画　おいハンサム‼（2024・東宝）　
・告白 コンフェッション（2024・GAGA） 
・鬼平犯科帳　血闘（2024・松竹）［鬼平犯科帳Season１］より　＊上海国際映画祭2024特別招待公式上映／＊2025ポルト映画祭特別招待公式上映および監督週間部門において中村ゆりがベスト女優賞受賞
・仕掛人・藤枝梅安２　（2023・イオンエンターテインメント）　＊ポルト映画祭2024にて特別招待公式上映／＊時代劇専門チャンネル開局25周年記念作品／＊第42回 藤本賞新人賞受賞／＊2024ポルト映画祭公式招待作品
・仕掛人・藤枝梅安１　（2023・イオンエンターテインメント）　＊ポルト映画祭2024にて特別招待公式上映／＊時代劇専門チャンネル開局25周年記念作品／＊第42回 藤本賞新人賞受賞／＊2024ポルト映画祭公式招待作品
・Ribbon　（2022・イオンエンターテイメント)　＊第24回上海国際映画祭GARA部門正式出品作品 
・ジャズ喫茶ベイシー　Swiftyの譚詩（2020 ・UPLINK）
・8日で死んだ怪獣の12日の物語（2020・ノーマンズノーズ）
・水上のフライト（2020）
・おらおらでひとりいぐも（2020）
・アイヌモシリ（太秦・2020）
・実りゆく（2020）
・ラストレター（2020）
・BLACKFOX（2019）アニメ劇場映画
・関ヶ原（2017）
・密使と番人（2017・時代劇専門チャンネル）
・海辺のリア（2017・東京テアトル）         　　
・ジョーのあした 辰吉丈一郎との20年（2016・ジックアワー）ドキュメンタリー映画
・リップヴァンウィンクルの花嫁（2016・東映）      　　
・ジョバンニの島（2014・WB）長編アニメーション 
・アンダルシア　女神の報復（2011・WB） 
・LIAR GAME The Final Stage（2010・東宝）         　　
・最後の忠臣蔵（2010・WB)         　　
・シーサイドモーテル（2010）
・誰も守ってくれない（2009・東宝）         　　
・曲がれ!スプーン（2009・東宝）　
・アマルフィ　女神の報酬（2009）
・ヴィヨンの妻～桜桃とタンポポ～（2009）
・次郎長三国志   映画（2008）
・スマイル 聖夜の奇跡（2007・東宝）        　　
　●●●ドラマ●●●      
・SHOGUN'S NINJA-将軍乃忍者-（2025・KTV) 
・鬼平犯科帳　暗剣白梅香（2025）＊［鬼平犯科帳Season 2］より 
・鬼平犯科帳　老盗の夢（2024）＊［鬼平犯科帳Season 2］より
・鬼平犯科帳　血頭の丹兵衛（2024）＊［鬼平犯科帳Season１］より　＊NY FestivalTV＆FILMアワード　ショートリスト（ファイナリスト）受賞　
・鬼平犯科帳　でくの十蔵（2024）＊［鬼平犯科帳Season１］より     
・おいハンサム‼︎２（2024・CX）             　　
・鬼平犯科帳　本所・桜屋敷（2024）＊［鬼平犯科帳Season１］より　＊第23回上海TVフェスティバル公式招待作品　＊ソウルインターナショナルドラマアワード2024　TV映画部門ノミネート作品　※第29回ATA　最優秀シングルドラマTV映画部門　ノミネート作品  ＊2025ドイツ・ワールドメディアフェスティバル・エンターテインメント部門　金賞受賞
・【藤沢周平　ドラマSP】三屋清左衛門残日録　ふたたび咲く花（2023）
・【藤沢周平　ドラマSP】三屋清左衛門残日録　あの日の声（2022）
・おいハンサム‼ (2022・CX）     　　
・橋ものがたり～　殺すな（2022）
・【藤沢周平　ドラマSP】三屋清左衛門残日録　陽のあたる道（2021）
・【小河ドラマ】徳川☆家康（2021）
・【藤沢周平　ドラマSP】三屋清左衛門残日録　新たなしあわせ（2020）
・帰郷　（2020）＊2019年10月MIPCOMワールドプレミア上映／第32回東京国際映画祭にて特別上映
・【藤沢周平　ドラマSP】闇の歯車（2019）　＊時代劇専門チャンネル開局20周年記念作品
・BLACKFOX：Age of Ninja（2019）　　
・【池波正太郎時代劇スペシャル】雨の首ふり坂（2018）
・【小河ドラマ】龍馬がくる（2018）
・【藤沢周平　ドラマSP】三屋清左衛門残日録　特別篇　三十年ぶりの再会（2018）
・【藤沢周平　新ドラマシリーズ 第二弾　橋ものがたり】小ぬか雨（2017）
・【藤沢周平　新ドラマシリーズ 第二弾　橋ものがたり】吹く風は秋（2017）
・【藤沢周平　新ドラマシリーズ 第二弾　橋ものがたり】小さな橋で（2017）  　　
・【小河ドラマ】織田信長（2017）
・【藤沢周平　ドラマSP】三屋清左衛門残日録　完結篇（2017）         　　
・アニメ　鬼平   時代劇アニメシリーズ（2017）
・【鬼平外伝シリーズ】鬼平外伝 最終章　四度目の女房（2016）         　　
・【池波正太郎時代劇スペシャル】「顔」（2016）
・【藤沢周平　ドラマSP】三屋清左衛門残日録（2016）
・【藤沢周平　新ドラマシリーズ】冬の日（2015）
・【藤沢周平　新ドラマシリーズ】遅いしあわせ（2015）
・【藤沢周平　新ドラマシリーズ】果し合い（2015）＊NEW YORK FESTIVALS　WORLD’S BEST TV ＆ FILMS Drama Special部門Gold World Medal[金賞]受賞
・闇の狩人　前後編（2014）　
・【鬼平外伝シリーズ】鬼平外伝 老盗流転（2013）  　　
・新・御宿かわせみ（2013）　
・【鬼平外伝シリーズ】鬼平外伝 正月四日の客（2012）         　　
・【鬼平外伝シリーズ】鬼平外伝 熊五郎の顔（2011）
・【鬼平外伝シリーズ】鬼平外伝 夜兎の角右衛門（2011）　　
●●●ラジオ●●●          
・パーソナリティ　松本幸四郎の鬼平犯科帳ラジオ（2024・KBS京都ラジオ）
・ストリッパー物語　ラジオドラマSP（2018）
・「岩井俊二のオールナイトニッポンGOLD　映画「リップヴァンウィンクルの花嫁」公開前夜スペシャル」（2016） 出演：岩井俊二監督、黒木華、Coccoほか   
・ニッポン放送【ラジオドラマ】「鬼平犯科帳 本所・桜屋敷」（2025）出演：松本幸四郎 市川染五郎 本宮泰風 浅利陽介 山田純大 久保田悠来ほか  
●●●番組●●●            
・ストリップ劇場物語（2018）
・「花筐」公開記念「大林宣彦映画祭！～花筐花言葉　今伝え遺したいこと。大林宣彦×岩井俊二×常盤貴子特別鼎談～」（2017）     
・「タンポポ、ニューヨークへ行く」出演：宮本信子（2017）
・菅田将暉×ヤン・イクチュンＷ主演「あゝ、荒野」公開記念特番 出演：菅田将暉、ヤン・イクチュン（2017）
・「海辺のリア」公開記念「仲代達矢の日本映画遺産～新たな挑戦～」「新春スペシャル 仲代達矢84歳　新たな挑戦」（2017）             　　
・「ジョーのあした　番外編 -妻るみが語るジョーの真実-」出演：辰吉るみ（2016）
・「ジョーのあした-辰吉丈一郎との20年-」公開記念特番　スペシャル対談 出演：辰吉丈一郎、山本昌（元中日ドラゴンズ）、飯田覚士（元世界チャンピオン）、関根勤（2016）　　
・「ジョーのあした　特別編 -復帰戦2試合inタイ　完全放送」出演：辰吉丈一郎（2016）
・「笠井信輔のモクゲキ！～仲代達矢主演「果し合い」編～」「笠井信輔のモクゲキ！～「ジョーのあした-辰吉丈一郎との20年-」編～」（2016）             
・「仲代達矢の新日本映画遺産」（2016）
・「ある日本映画史～津川雅彦、思い出の監督たちを語る」出演：津川雅彦（2015）
・「ある日本映画史～長門裕之と津川雅彦の場合～」特別番組 出演：長門裕之、津川雅彦（2015）
・倉本聰劇場（2015）      　　
・山田太一劇場（2015）  　　
・監督 黒澤明と歩んだ時代～世界は今も夢をみる　出演：野上照代、黒澤和子、三船史郎、紅谷愃一、佐藤忠男、出目昌伸監督、北野武、土屋嘉男、中島春雄、森山良子、木村大作、上田正治、池辺晋一郎、山崎貴、仲代達矢、和田竜、小泉堯史、横尾忠則（2015）
・「清須会議」公開記念「衣裳デザイナー黒澤和子の世界」出演：黒澤和子（2013）　
・特撮国宝-TOKUHO-出演：樋口真嗣、川北紘一、中野昭慶、鷺巣詩郎ほか（樋口真嗣監督との共同番組（2013）＊第4回衛星放送協会　オリジナル番組アワード　バラエティ番組部門　最優秀番組賞を受賞
・「テレビ局映画開拓史」（2012） 出演：角谷優、白井佳夫、大高宏雄 　　
・「踊る大捜査線 THE FINAL INTERVIEW」（2012）出演：亀山千広、本広克行、君塚良一　ほか              
・「新藤兼人の100年」（2012） 出演：新藤兼人       　　
・「ベニチオ・デル・トロ 広島へ行く」（2012）出演：ベニチオ・デル・トロ
・「市川崑 Film Book」（2012）
・岩井俊二映画祭presentsマイリトル映画祭（2012）            　　
・【伊丹十三特集】新・１３の顔を持つ男（2012）
・ＢＳ２５５ｃｈを彩る２５５人<男優篇><女優篇>（2012）             　　
・映画は世界に警鐘を鳴らし続ける（岩井俊二監督との共同番組）（2012）＊第2回　衛星放送協会　オリジナル番組アワード　編成番組部門　オリジナル編成番組　賞最優秀番組賞を受賞
・「映画手帳　高峰秀子」（2011）
・「新藤兼人“監督人生最後の初日” 8.6『一枚のハガキ』初日舞台挨拶」 出演：新藤兼人（2011）
・「ベニチオ・デル・トロが新藤兼人監督に「映画」の話を聞いた」出演：新藤兼人、ベニチオ・デル・トロ（2011）             　　
・「大鹿村騒動記」公開記念「Best Of YOSHIO HARADA 特別番組」出演：山根貞男、原田麻由（2011）
・「大鹿村騒動記」大鹿村歌舞伎の魅力（2011）
・「勝新を待ちながら～カツシン・ワンス・モア」出演：佐野史郎（2011）
・「映画検定１級への道～天命篇～/～激闘篇～」（2011）
・「最後の忠臣蔵」公開記念「映画監督が語る役所広司の魅力」 出演：黒沢清、原田眞人、周防正行、根岸吉太郎、杉田成道（2010）
・桜庭ななみと杉田監督の3ヶ月～映画「最後の忠臣蔵」演出ノートより～（2010）
・「黒澤明監督生誕１００周年特別映画祭～韓国・ソウルから～」出演：野上照代、仲代達矢、アン・ソンギほか（2010）
・「仲代達矢の日本映画遺産」(2010-2011) 出演：仲代達矢（2010）
・映画は時代を捜査する　　出演：亀山千広　君塚良一監督　（2010）
・「『踊る大捜査線』は、日本映画の何を変えたのか」出演：織田裕二、亀山千広、佐藤忠男　ほか　※書籍化（2010）　
・「誰も守ってくれない」撮影現場～２ヶ月間に及ぶセミドキュメンタリーを追ったドキュメンタリー～（2009）
・「曲がれ！スプーン」公開記念 スプーンについて話したい！長澤まさみ × IMALU　ガーリーシネマトーク（2009）
・誰も守れない   TVスペシャル（2009）
・LIAR GAME シーズン２　TVシリーズ　（2009）
・「ＫＩＨＡＣＨＩ～映画を見る快楽、喜八映画の愉しみ方～」出演：岡本みね子、石上三登志、庵野秀明（2009）
・映画「ヴィヨンの妻～桜桃とタンポポ～」と太宰治の世界（2009）
・「劔岳 点の記」公開記念「活動屋・木村大作　最期の闘い」出演：木村大作（2009）
・東宝娯楽シアター放送開始記念特番　素晴らしき「若大将」の世界（2009）
・「監督 五所平之助の人と仕事」出演：亀山千広（2008）
・「相米慎二特集 特別番組 ～挑発する映画の魂～」 出演：斉藤由貴、河合美智子、寺田農、榎戸耕史（2008）
・「INTERVIEW 成瀬巳喜男・回想」出演：玉井正夫、中古智、白井佳夫、成瀬つね子、逢沢譲、福澤康道、小嶋眞二、石田勝心、岡本喜八、須川栄三、鈴木英夫、石井輝男（2008）
・「Talking about Kurosawa」出演：山田洋次、木村大作、岩井俊二、君塚良一、平山郁夫、高橋幸宏、かわぐちかいじ、coba、財津和夫、横尾忠則（2008）　
・「スマイル　聖夜の奇跡」公開記念　がんばれ！スマイラーズ（全13話・2007）　
・Talking about『成瀬巳喜男』」 出演：吉田喜重、行定勲、森本毅郎、大多亮（2007）
・～没後１０年～伝説・勝新太郎」 出演：中村玉緒、樋口可南子、加賀義二（2007）
・なぜ 私は映画を創るのか -95歳映画監督 新藤兼人の情熱-」出演：新藤兼人（2007）
・日本映画専門チャンネルHD開局記念　24時間まるごと太田光・一日編成局長～映画に自由を（2007）
・「映画と酒と豆腐と　～中川信夫、監督として 人間として～」（2007）
・「ALWAYS 続・三丁目の夕日　昭和と今をつなぐもの」（2007）
・「永六輔「夢であいましょう」を語る」出演：永六輔（2007）
・「日本映画脚本家列伝　橋本忍インタビュー」出演：橋本忍（2006）
・「映像の詩人 佐々木昭一郎 ～映像の夢、音の記憶～」（2006）
・24時間まるごと 力道山　～映画で蘇る昭和のスーパースター～ 出演：百田光雄（2006）
・「180分まるごと長澤まさみ～メイキング・オブ・『タッチ』」出演：長澤まさみ（2005）
・ローレライ公開記念「素晴らしき哉、東宝特撮映画！」出演：亀山千広　樋口真嗣監督（2005）
・「ATG三十年の歩み」 出演：佐々木史郎 （2001）　　
・24時間まるごと 岩井俊二　出演：岩井俊二（2001）
・日曜邦画劇場【軽部真一支配人】（2001～）
・24時間まるごと 永瀬正敏　出演：永瀬正敏（2001）
・24時間まるごと ゴジラ　出演： 田中美里、星由里子、伊武雅刀、谷原章介  （2000）
・24時間まるごと 武田鉄矢　出演：武田鉄矢「鉄矢式・娯楽映画のつくり方」マルちゃん「赤いきつね」ＣＭ一挙放送（2000）         　　
・24時間まるごと 浅野忠信　「浅野忠信に関する12の疑問」出演：浅野忠信　広末涼子　進行：みうらじゅん（2000）         　　
・24時間まるごと 織田裕二 Vol.2　出演：織田裕二、若松節朗監督（2000）   　　
・24時間まるごと リング２・死国 ～Ｊホラー女優セレクション～「30分まるごと深田恭子」「30分まるごと藤原竜也」（2000）
・24時間まるごと アイドル映画 ～視聴者が選ぶカウントダウン30～「泉麻人のアイドル研究所」（1999）
・24時間まるごと 真田広之　　出演：真田広之（1999）      　　
・24時間まるごと 石原慎太郎　出演：石原慎太郎（1999）   　　
・24時間まるごと 成瀬巳喜男　～成瀬巳喜男の世界～解説「川本三郎」（1999）            　　
・24時間まるごと 若大将　出演：加山雄三」（1999）
・24時間まるごと リング・らせん　出演：鈴木光司、飯田譲治、中田秀夫（1999）      　　
・24時間まるごと 三木のり平　～桃屋 のり平アニメＣＭ　40年分一挙放送～（1999） 　　
・24時間まるごと 織田裕二　出演：織田裕二（1999）          　　
・24時間まるごと [解説]竹中直人～甦る！東宝・青春・若大将～（1999）       　　
・24時間まるごと 原節子～節子さんに乾杯！～「想い出の原節子」出演：小林桂樹、司葉子（1999）
・24時間まるごと 北野武 ～完全なる北野映画の世界「北野組の世界」「山根貞男監修 京都映画祭シンポジウム～北野武、学生と語る」（1999）           　　
・24時間まるごと 川島雄三　「想い出の川島雄三」出演：桂小金治、岡崎宏三（1998）
・24時間まるごと 駅前シリーズ　ラサール石井の駅前入門（1998）
・24時間まるごと これが青春だ　青春同窓会 出演：岡田可愛・矢野間啓治・木村豊幸、夏木陽介・松森健監督・高瀬昌弘監督（1998）     
・24時間まるごと 原田知世　「原田知世だけの0.5時間まるごと独占トーク」出演：原田知世（1998）